# نوراگوگومه
نوراگوگومه (به ایتالیایی: Noragugume) یک کومونه در ایتالیا است که در استان نیورو واقع شده‌است.

## خصوصیات
نوراگوگومه ۲۶٫۸ کیلومترمربع مساحت و ۳۶۳ نفر جمعیت دارد.